# بحيرة مورمون
بحيرة مورمون مورمون بحيرة ضحلة، البحيرة متقطعة تقع في شمال ولاية اريزونا. ويبلغ متوسط عمقها 10 قدم فقط (3.0 م)، والمساحة السطحية للبحيرة متقلبة للغاية ويتقلب موسميا. البحيرة لديها مساحة حوالي 12 ميلا مربعا (31 كيلومتر مربع)، مما يجعلها أكبر بحيرة طبيعية في ولاية اريزونا. وفي أوقات الجفاف بشكل خاص، قد عرفت البحيرة لتجف، تاركة ورائها بقايا الأهوار . مستوطنة صغيرة، قرية بحيرة مورمون ، وقد تطورت خلال السنوات الرطبة، والعديد من المنازل والأرصفة التي هي بعيدة جدا عن شاطئ بحيرة مورمون، والمحور الرئيسي للبلدة الصغيرة، يعتمد الآن على بركة الصيدالتي تقع بالقرب من لودج. المنطقة المحيطة بها، والتي تقع ضمن كوكونينو الوطنية للغابات، هي جزء من أكبر الوقوف المستمر لالثقيل الصنوبر في أمريكا الشمالية،  استضافة كثير من الأحيان المتنزهين. يتم تخزين البحيرة نفسها أحيانا مع أنواع الأسماك مثل سمك السلور بولهياد والبايك الشمالي، ولكن نظرا لطبيعتها المتقطعة أنها قد تحتوي على عدد قليل من الأسماك التالية في مواسم الجفاف.

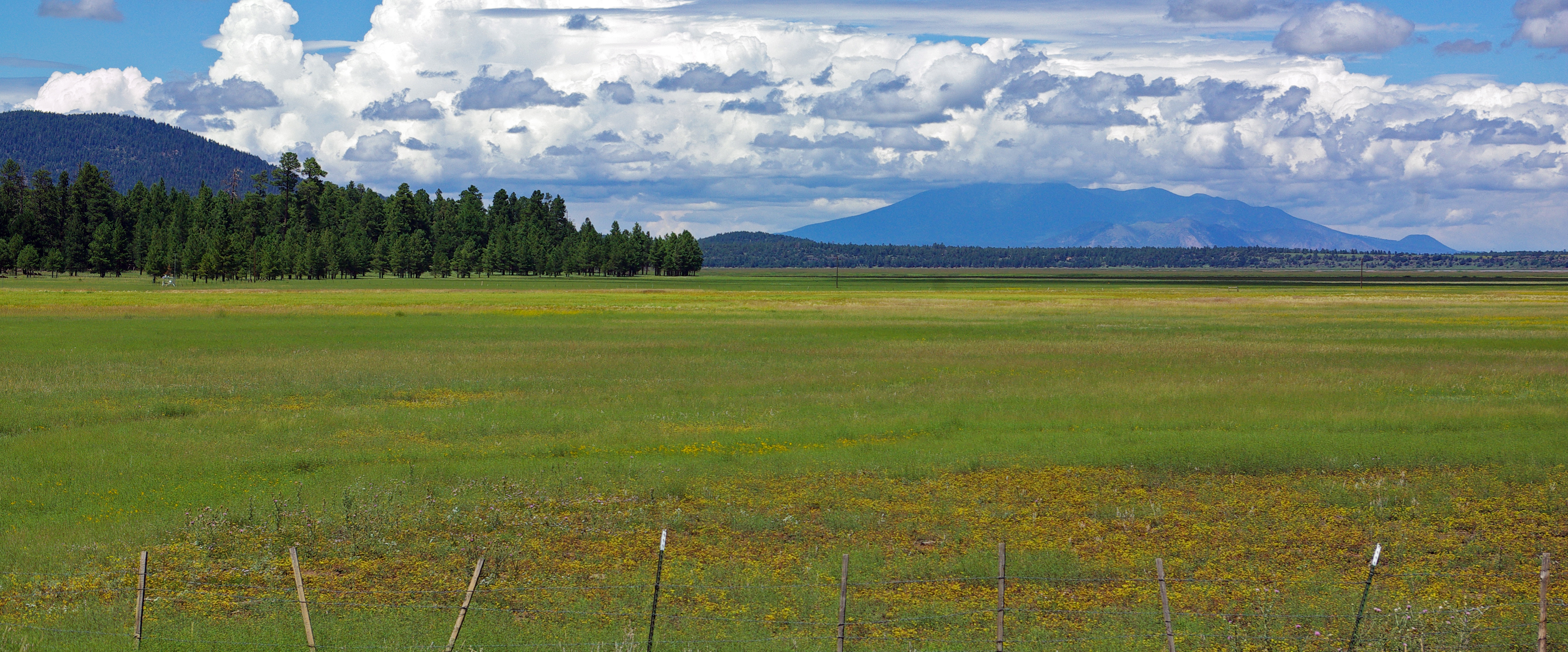
بحيرة مورمون